# 达维德卡纳巴鲁
达维德卡纳巴鲁是巴西南大河州的一个市镇。总面积174.94平方公里，总人口4704人，人口密度26.9人/平方公里。